# Semaeopus illimitata
Semaeopus illimitata là một loài bướm đêm trong họ Geometridae.